# Eleição municipal de Bacabal em 1972
A eleição municipal de Bacabal em 1972 ocorreu em 15 de novembro de 1972. O prefeito era Manoel Quadros de Oliveira, da ARENA, que terminaria seu mandato em 31 de janeiro de 1973. Francisco Coelho Dias, da ARENA, foi eleito prefeito de Bacabal.

## Resultado da eleição para prefeito

### Primeiro turno
| Candidatos a prefeito       | Número | Coligação             |
| --------------------------- | ------ | --------------------- |
| Francisco Coelho Dias ARENA | n/d    | ARENA (sem coligação) |
| Benedito Lago MDB           | n/d    | MDB (sem coligação)   |